# Danny Olsen
Danny Olsen (Hvidovre, 11 giugno 1985) è un calciatore danese, centrocampista dell'Aarhus.

## Carriera
Il 5 marzo 2014 ha esordito in nazionale maggiore nell'amichevole Inghilterra-Danimarca (1-0).

## Palmarès

### Club

#### Competizioni nazionali
- Campionato danese: 1

Copenhagen: 2003-2004
- Coppa di Danimarca: 1

Copenhagen: 2003-2004
- Supercoppa di Danimarca: 1

Copenhagen: 2004

#### Competizioni internazionali
- Royal League: 1

Copenhagen: 2004-2005